# Manumicina
Manumicina refere-se a um grupo de antibióticos que exibem atividade anti-tumor através da inibição da farnesiltransferase. A manumicina A atua como um inibidor seletivo e vigoroso da farnesiltransferase Ras, classificado com o número CAS 52665-74-4, apresenta fórmula C31H38N2O7 e massa molecular 550,7.